# Tuberozygocera albostictica
Tuberozygocera albostictica là một loài bọ cánh cứng trong họ Cerambycidae.